# Daniela Aiuto
Daniela Aiuto, née le 14 décembre 1975 à Lausanne, est une femme politique italienne, anciennement membre du Mouvement 5 étoiles.

## Biographie
Daniela Aiuto est diplômée en architecture. Depuis 2003, elle est architecte professionnelle à Vasto où elle vit avec sa famille.
Elle est élue député européen le 25 mai 2014. Elle quitte le Mouvement 5 étoiles en octobre 2018 après s'être vue accusée d'avoir été rémunérée par le Parlement européen pour une étude comportant de nombreux passages, non-sourcés, tirés de Wikipedia. 